# 布魯尤鄉

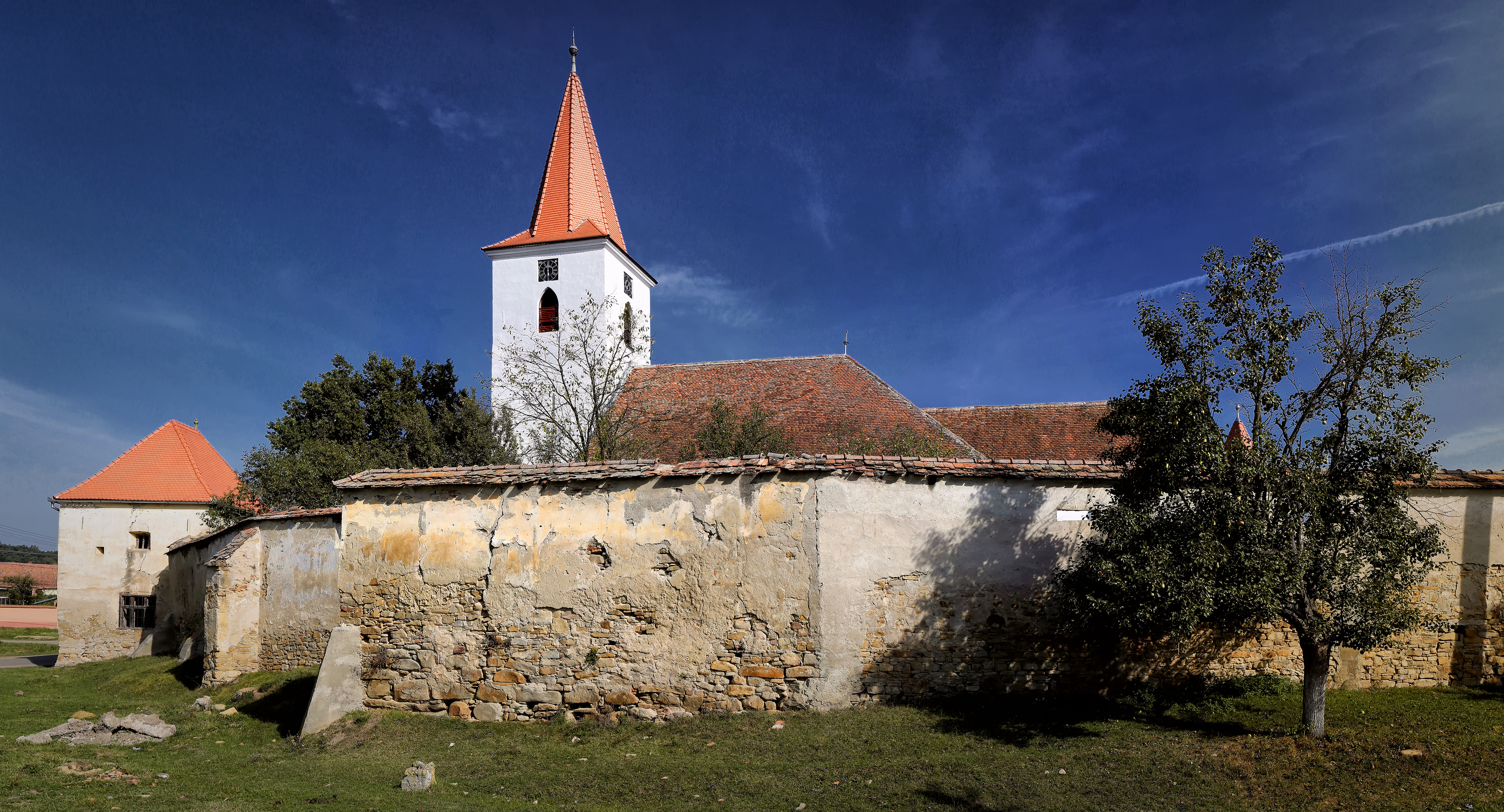

45°52′N 24°42′E / 45.867°N 24.700°E
布魯尤鄉（羅馬尼亞語：Comuna Bruiu, Sibiu），是羅馬尼亞的鄉份，位於該國中部，由錫比烏縣負責管轄，處於布加勒斯特西北面190公里，每年平均降雨量1,311毫米，海拔高度504米，2007年人口736。